# Papua New Guinea Olympic Committee
Das Papua New Guinea Olympic Committee ist das Nationale Olympische Komitee von Papua-Neuguinea.

## Geschichte
Das NOK wurde am 2. August 1961 gegründet und 1974 vom Internationalen Olympischen Komitee anerkannt.